# Напрягатель широкой фасции бедра
Напрягатель широкой фасции бедра (лат. Musculus tensor fasciae latae) — мышца наружной группы мышц таза.

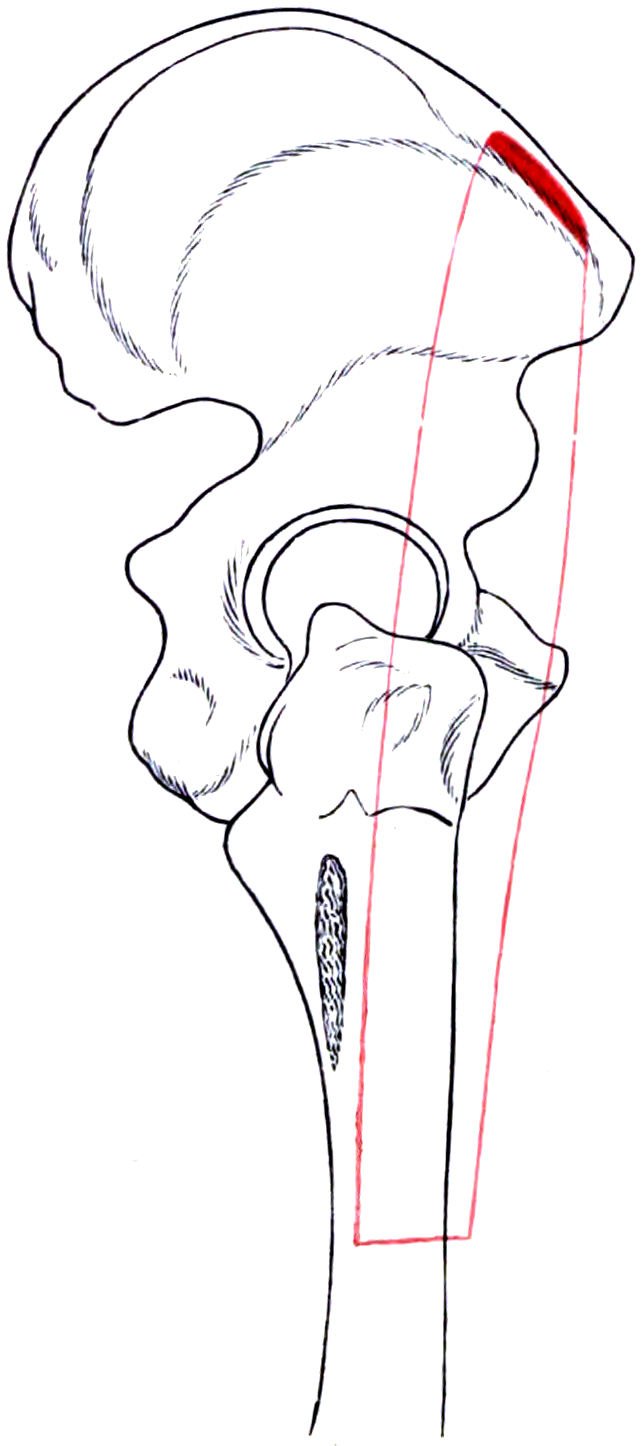
Места прикрепления и проекция правого напрягателя широкой фасции бедра

Плоская, слегка удлинённая мышца, которая залегает на переднелатеральной поверхности таза. Своим дистальным концом она вплетается в широкую фасцию бедра. Мышца начинается на наружной губе подвздошного гребня, ближе к верхней передней подвздошной ости подвздошной кости. Мышечные пучки направляются вертикально вниз, переходя в подвздошно-берцовый тракт широкой фасции бедра.

## Функция
Натягивает широкую фасцию бедра и подвздошно-берцовый тракт. Через него действует на коленный сустав и сгибает бедро. Благодаря связи с напрягателем широкой фасцией бедра большая и средняя ягодичные мышцы способствуют движению в коленном суставе.
Эта мышца является не только сгибателем бедра, но и его пронатором. Кроме того, она отводит бедро. При закрепленном бедре она участвует во вращении таза. Напрягатель широкой фасции бедра напрягает все мышцы бедра и частично мышц таза, малой и средней ягодичной мышц, способствует  его выпрямлению в тазобедренном суставе.